# Argentina ai Giochi della II Olimpiade
L'Argentina partecipò ai Giochi della II Olimpiade che si svolsero a Parigi dal 14 maggio al 28 ottobre 1900. L'Argentina fu il primo paese sudamericano a partecipare alle Olimpiadi.
L'unico atleta argentino a prendere parte alla manifestazione fu lo schermidore Eduardo Camet.

## Scherma
| Gara              | Atleta        | Primo turno              | Quarti                     | Semifinali                     | Finale       |
| ----------------- | ------------- | ------------------------ | -------------------------- | ------------------------------ | ------------ |
| Spada individuale | Eduardo Camet | Secondo posto nel pool M | Secondo posto nel quarto C | Terzo posto nella semifinale B | Quinto posto |